# サン・ルイジ・デイ・フランチェージ教会
サン・ルイジ・デイ・フランチェージ教会（イタリア語: San Luigi dei Francesi）はローマにあるローマカトリックの小バシリカで名義教会であり、ナヴォーナ広場の近くにある。聖母マリア、聖ドニ、フランス王聖ルイ9世に捧げられている。1518年から1589年にかけて、ジャコモ・デッラ・ポルタが設計しドメニコ・フォンターナが完成させた。建設にあたってはカトリーヌ・ド・メディシスが建設場所の土地を寄付するなど、個人的に支援している。ローマ在住フランス人の国民教会である。Titulus S. Ludovici Francorum de Urbe の現在の枢機卿は André Vingt-Trois である。

## 歴史
898年、サラセン人がファルファ修道院を焼いたため、避難民の一部がローマに移住した。ローマに移り住んだ修道士らは修道院長 Ratfredus（934年 - 936年）が修道院を再建しても戻らなかった。10世紀末には、ファルファ修道院はローマに教会や住居や風車やブドウ畑を所有するようになっていた。神聖ローマ皇帝オットー3世は998年、3つの教会（サンタ・マリア、サン・ベネデット、サン・サルヴァトーレ）の所有を確認している。1480年、ファルファ修道院が資産をメディチ家に引き渡したとき、サンタ・マリア教会を聖ルイ教会に改称した。枢機卿ジュリオ・デ・メディチは1518年、フランス人コミュニティのための教会の建設を Jean de Chenevière に委任した。1527年のローマ略奪で建設は一時中断したが、1589年にドメニコ・フォンターナが完成させた。内装は1749年から1756年にかけて Antoine Dérizet が改装している。
Pieux Etablissements de la France à Rome et à Lorette という財団はローマのフランス系の5教会やローマとロレートにある共同住宅の建物を管理している。この財団は駐バチカン・フランス大使が指名した管理代理人により運営されている。

## 外観
ジャコモ・デッラ・ポルタはファサードの設計を本体の構造とは全く独立した装飾の設計として行い、この方式が後に広く採用されることになった。フランス風の特徴はファサードにも表れており、フランスの歴史を思い起こさせる彫像がいくつか設置されている。例えば、カール大帝、聖王ルイ、聖クロティルダ、聖ジャンヌ・ド・ヴァロワといった人物の像がある。内部にも シャルル＝ジョゼフ・ナトワール が描いたフレスコ画で聖ルイ9世、聖ドニ、クローヴィス1世の物語を表している。

## 内部

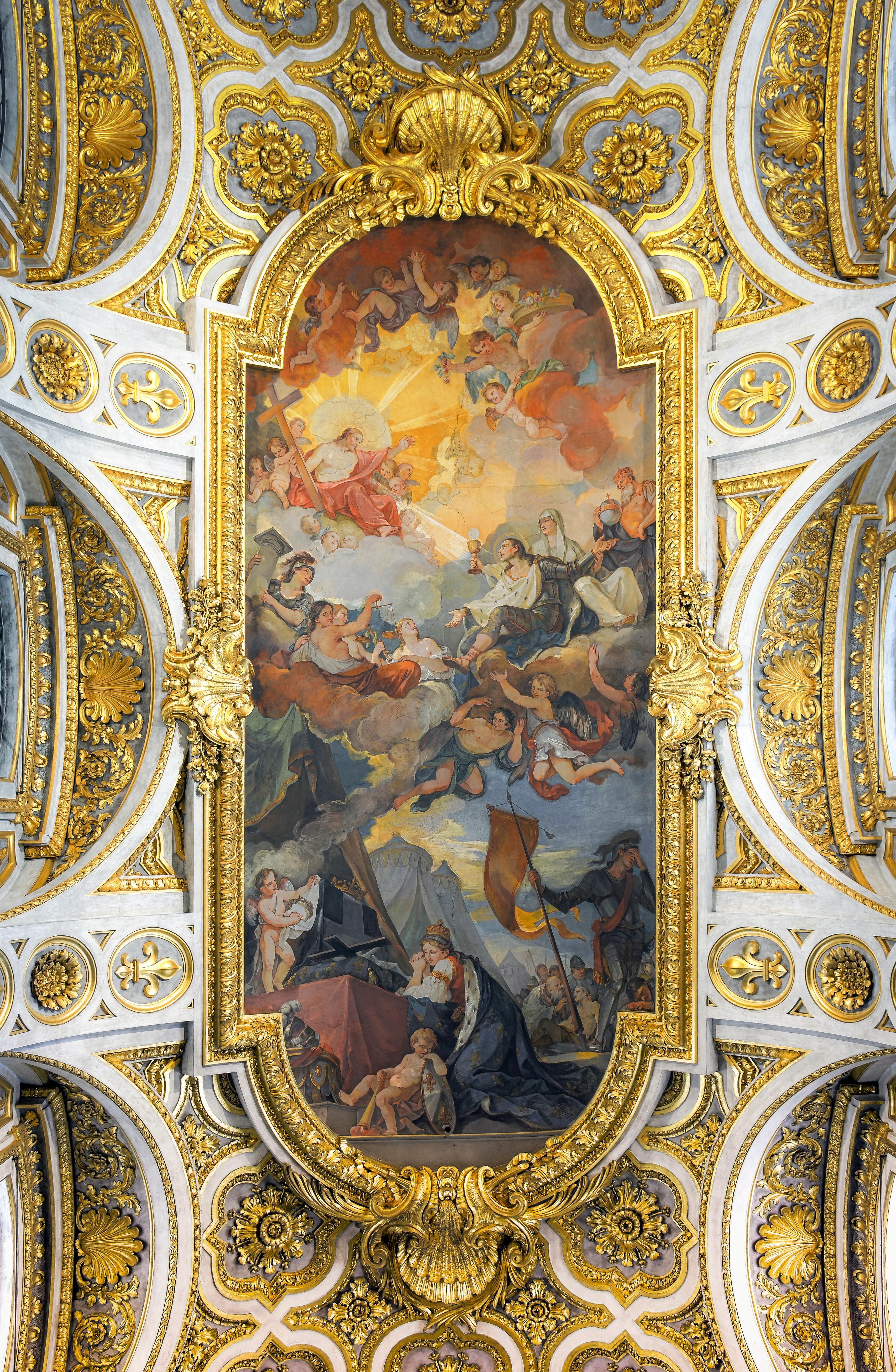
ドメニキーノ作の天井画

ドメニキーノが聖セシリアを描いたフレスコ画があり、彼の代表作の1つとされている。他に内装に関わった芸術家としては、ジュゼッペ・チェザーリ、Francesco Bassano il Giovanni、ジローラモ・ムツィアーノ、ジョヴァンニ・バリオーネ、Siciolante da Sermoneta、ヤコピーノ・デル・コンテ、ペレグリーノ・ティバルディ、Antoine Derizet らがいる。
この教会で最も有名な絵はコンタレッリ礼拝堂にある一連の絵であり、バロック絵画の先駆者カラヴァッジオが1599年から1600年に聖マタイの生涯を描いた絵である。「聖マタイの召命」、「聖マタイと天使」、「聖マタイの殉教」の3枚がある。

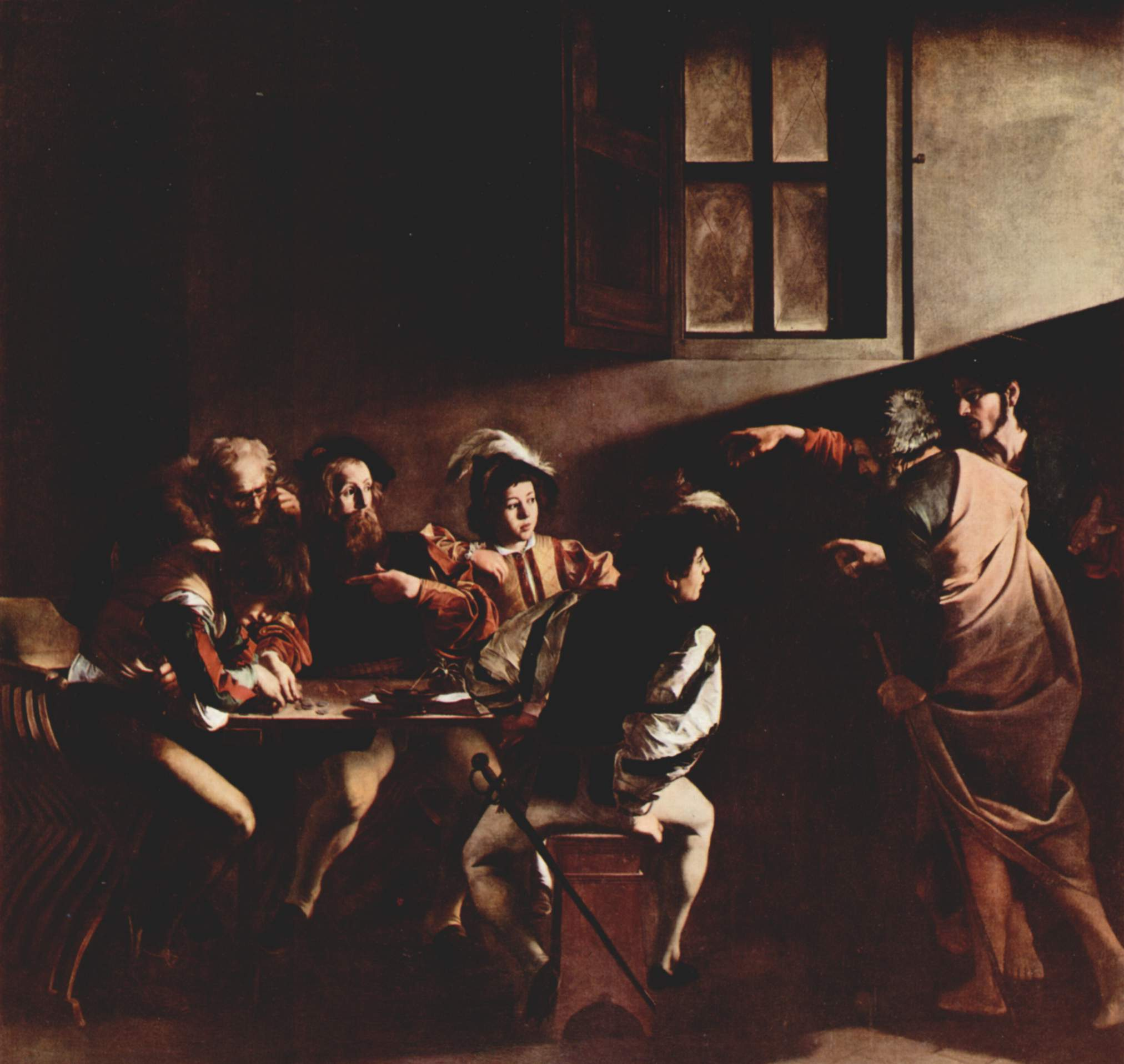
「聖マタイの召命」
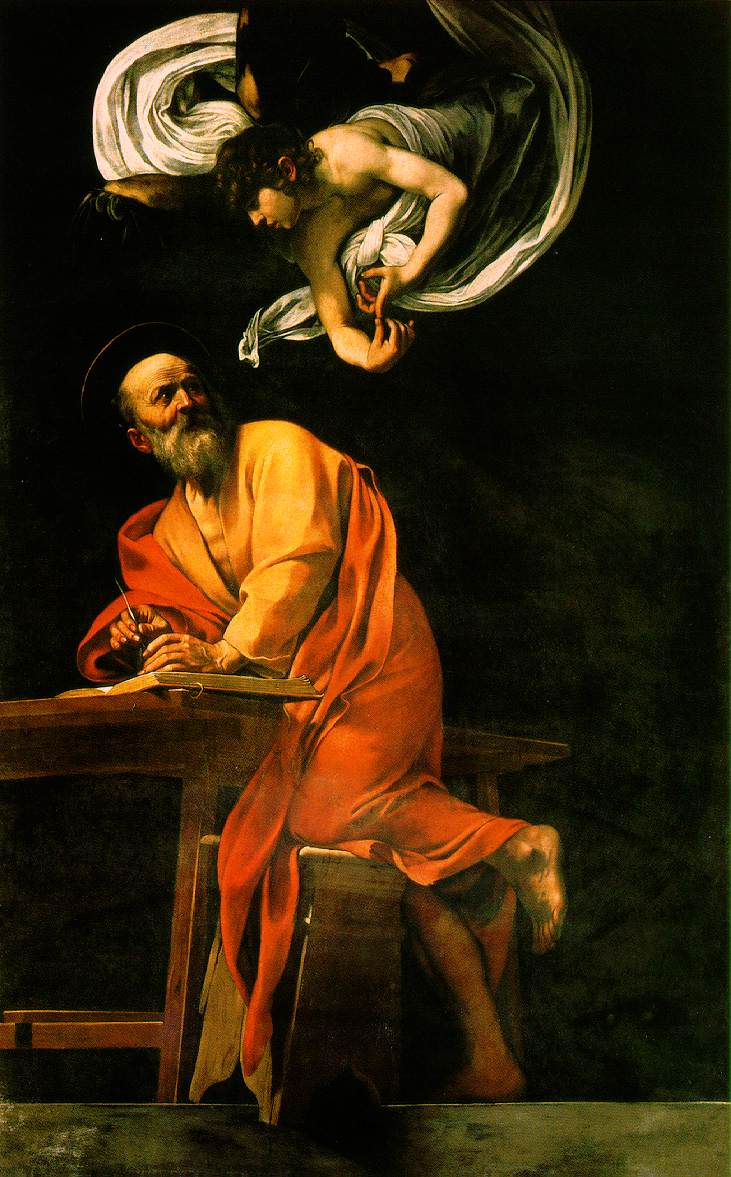
「聖マタイと天使」
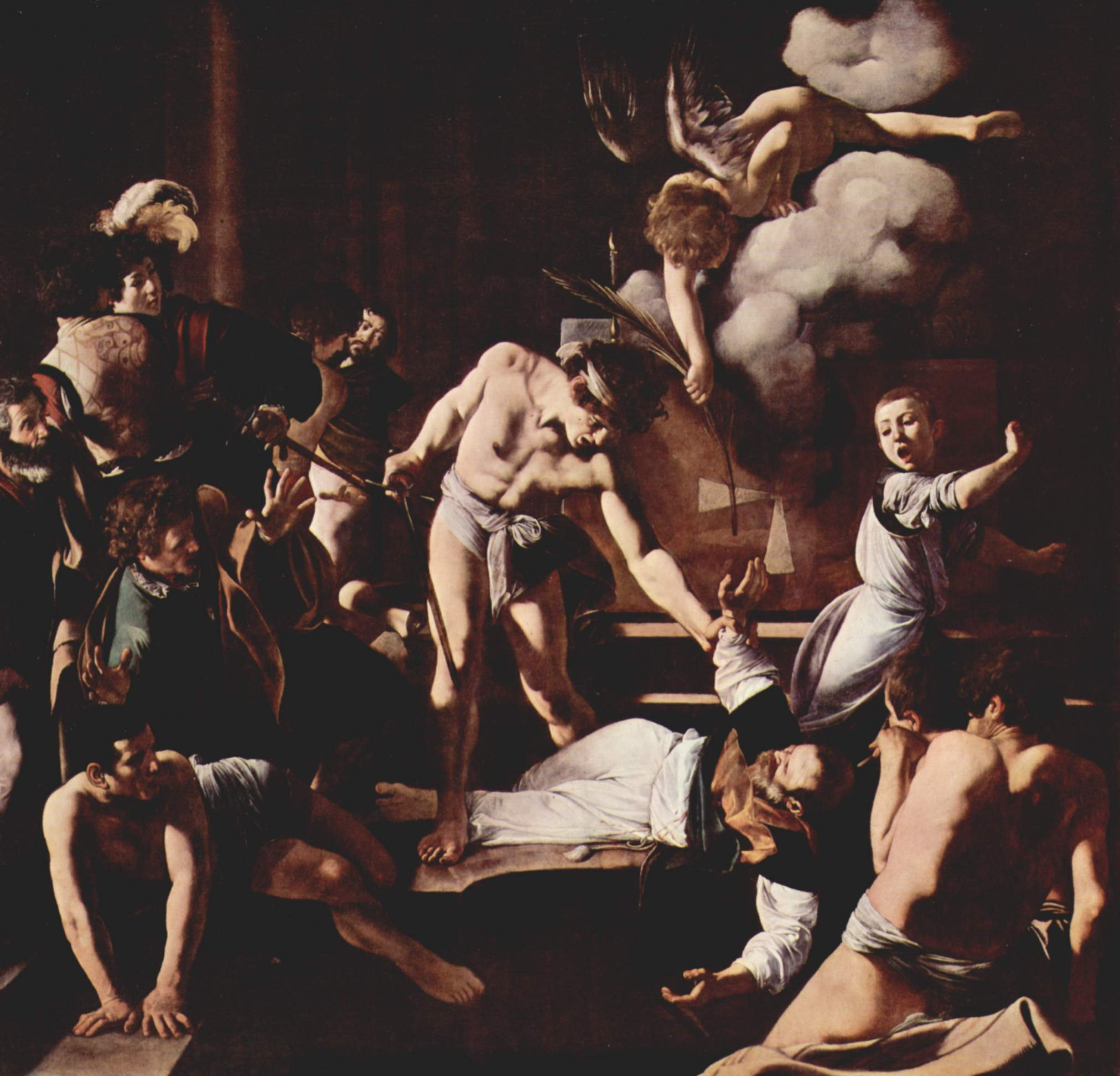
「聖マタイの殉教」
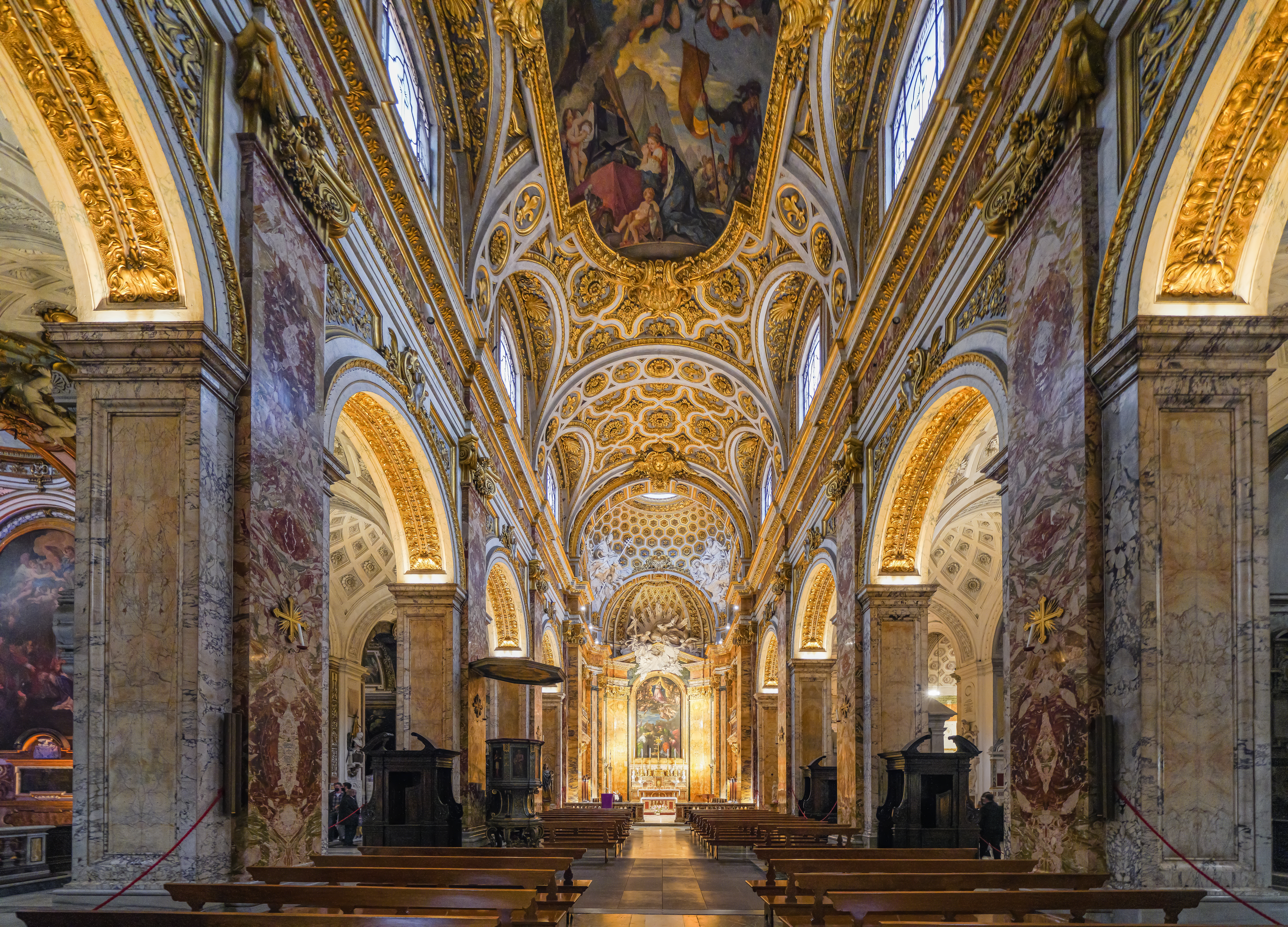
内部

### 墓所
この教会には高位聖職者やローマ在住のフランス人が埋葬されている。例えば、Pauline de Beaumont は1805年にローマで結核のために亡くなり、恋人だったシャトーブリアンがこの教会に墓を立てた。他にも経済学者のフレデリック・バスティア、ルイ15世とルイ16世の在ローマ大使を務めた枢機卿 François-Joachim de Pierre de Bernis らの墓がある。

## サン・ルイジ・デイ・フランチェージ宮殿
教会に隣接してバロック建築のサン・ルイジ・デイ・フランチェージ宮殿がある。1709年から1716年、「フランス教団の回復と資金のない巡礼者のために」建てられた。玄関にはキリストの胸像があるが、その顔は古くからチェーザレ・ボルジアの顔と言われている。内部にはフランスの歴代の王の肖像画が飾られたギャラリーがあり、有名な音楽堂もある。